# ロリータ (1997年の映画)
『ロリータ』（Lolita）は、1997年のアメリカ合衆国のドラマ映画。ウラジーミル・ナボコフの同名小説の2度目の映画化となる。エイドリアン・ライン監督、ジェレミー・アイアンズ主演。スタンリー・キューブリック監督作品とは違い、原作に比較的忠実である。ヒロイン役のドミニク・スウェインが当時17歳であった事が話題となった。
ナボコフ研究者からは、複数の次元を合わせ持つ複雑な小説である原作をハンバートの単調なメロドラマに縮小してしまった、という批判を受けた。

## ストーリー
イギリス人でフランス文学教授であるハンバートは、アメリカに職を得てニューハンプシャー州にやってきた。ハンバートはシャルロットという未亡人の家に下宿することにするが、シャルロットの娘である14歳のロリータに心を奪われてしまう。ハンバートは少年時代に恋人を亡くしており、ロリータはまさに彼女の再来であったのだ。
ハンバートはロリータと一緒に過ごすために、シャルロットと結婚し、彼女の義理の父親となる。彼はロリータに遠まわしに言い寄り、2人の仲は縮まっていくが、ある日ハンバートがロリータへの想いを綴った日記を見たシャルロットは逆上し、道路に飛び出して不慮の事故死を遂げてしまう。
ハンバートはキャンプ帰りのロリータを連れ出し、二人きりのアメリカ放浪の旅に出かけるのだった。そのうちロリータは興味本位から、ポルノ製作に関わるキルティという男と知り合う。ハンバートはロリータの異変に気づき、どんどん過保護になっていくが、それとは裏腹にロリータはハンバートから離れて行く。
ある日、体調不良を訴えて病院に一晩泊まることになったロリータは、隙をみて脱走してしまい、それっきり消息を絶ってしまう。数年後、彼女のもとから一通の手紙が届く。ロリータは結婚、妊娠しており、お金が足りなくて困っているという内容だった。ハンバートは彼女のもとへ向かうが、あの頃の魅力はすっかり衰え、青年と粗末な生活をしていた。ロリータからキルティのことを聞かされたハンバートは怒りに震え、キルティに復讐を遂げようと彼のもとへ向かうのだった。

## キャスト
※括弧内は日本語吹替
- ハンバート・ハンバート - ジェレミー・アイアンズ（佐古正人）
- ドロレス・“ロリータ”・ヘイズ - ドミニク・スウェイン（小林さやか）
- シャルロット・ヘイズ - メラニー・グリフィス（鈴木弘子）
- クレア・キルティ - フランク・ランジェラ（壤晴彦）
- プラット校長 - スザンヌ・シェパード（英語版）（沢田敏子）
- リガー牧師 - キース・レディン（英語版）（喜多川拓郎）
- モナ - エリン・J・ディーン（英語版）（深水由美）
- ミス・ラボーン - ジョアン・グローヴァー（片岡富枝）

## プロダクション
制作されたのは1997年だが、アメリカでは小児性愛的な場面があるとして公開が見送られ、1998年になってから一部の映画館で上映された。オーストラリアでは1999年まで公開されず、公開時にはR18指定となった。
脚本は何度か書き直しされたが監督が気に入らず、最終的に映画脚本を初めて手掛けるジャーナリストのステファン・シフが担当した。制作中にアメリカの児童ポルノ禁止法が制定されたこともあり、アメリカより先にヨーロッパなどで公開されたが、児童の性犯罪事件が問題化していたイギリス、ドイツ、ベルギーでは上映反対運動が起こった。
撮影はノースカロライナ州、ルイジアナ州、テキサス州、カリフォルニア州、南フランスで行なわれた。ロリータを演じたスウェインは当時17歳で原作より年上だったが、おさげ髪やショートパンツ、歯列矯正、飴玉などで幼さが強調された。

## 関連事項
- ロリータ (1962年の映画) - スタンリー・キューブリックによる映画化作品